# Liste der Kulturdenkmale in Flensburg-Weiche
In der Liste der Kulturdenkmale in Flensburg-Weiche sind alle Kulturdenkmale des Stadtteils Weiche der schleswig-holsteinischen Stadt Flensburg aufgelistet. Der Erstellung diente insbesondere die im Hauptartikel gelistete Literatur (Stand: 10. März 2025).
Die Bodendenkmale sind in der Liste der Bodendenkmale in Flensburg erfasst.

## Legende
In den Spalten befinden sich folgende Informationen:
- Objekt-ID: die Nummer des Kulturdenkmales
- Lage: die Adresse des Kulturdenkmales und die geographischen Koordinaten. Kartenansicht, um Koordinaten zu setzen. In der Kartenansicht sind Kulturdenkmale ohne Koordinaten mit einem roten Marker dargestellt und können in der Karte gesetzt werden. Kulturdenkmale ohne Bild sind mit einem blauen Marker gekennzeichnet, Kulturdenkmale mit Bild mit einem grünen Marker.
- Offizielle Bezeichnung: Bezeichnung des Kulturdenkmales
- Beschreibung: die Beschreibung des Kulturdenkmales
- Bild: ein Bild des Kulturdenkmales

## Bauliche Anlagen und Gründenkmale
| Objekt-ID      | Lage                                                   | Offizielle Bezeichnung         | Beschreibung | Bild                             |
| -------------- | ------------------------------------------------------ | ------------------------------ | --- | -------------------------------- |
| 20618 Wikidata | An der Friedenskirche 20 (54° 45′ 19″ N, 9° 24′ 25″ O) | Friedenskirche mit Ausstattung | Alteintragung (Aktualisierung vorgesehen) - Begründung: geschichtlich, künstlerisch, städtebaulich - Schutzumfang: Alteintragung (Aktualisierung vorgesehen) - Denkmaltyp: Bauliche Anlage | weitere Fotos \| Fotos hochladen |
| 141            | Husumer Straße 311 (54° 45′ 15″ N, 9° 24′ 4″ O)        | Einfamilienhaus mit Arztpraxis | Alteintragung (Aktualisierung vorgesehen); Architekt: Georg Rieve. 2021 wurde am Gebäude eine Fassaden- und Fenstersanierung vorgenommen. Dabei wurde die Hausnummer zwischen die vertikal verlaufenden Fenster versetzt. - Begründung: geschichtlich, künstlerisch - Schutzumfang: gesamtes Objekt - Denkmaltyp: Bauliche Anlage                                                                           | Fotos hochladen                  |
| 20620          | Ochsenweg 19 (54° 45′ 23″ N, 9° 24′ 3″ O)              | Spritzenhaus                   | Spritzenhaus; 1940, Tiefbauamt Flensburg, beteiligt Matzen und Rieve; schlichter zurückgesetzter Backsteinbau mit steilem Satteldach, hölzerner Schlauchturm - Begründung: geschichtlich, städtebaulich, technisch - Schutzumfang: gesamtes Objekt - Denkmaltyp: Bauliche Anlage | Fotos hochladen                  |
| 19572 Wikidata | Ochsenweg 82 (54° 45′ 51″ N, 9° 23′ 44″ O)             | Kath. Kirche St. Michael       | Katholische St.-Michael-Kirche, errichtet 1964 nach Entwurf von Paul Johannbroer, Wiesbaden, in Form einer durchfensterten Halbkugel mit separatem, durch den hohen, vierkantigen Spitzhelm weithin sichtbarem Turm - Begründung: geschichtlich, künstlerisch, städtebaulich - Schutzumfang: Kath. Kirche St. Michael, Glockenturm, Pergola (zwei überdachte Verbindungswege) - Denkmaltyp: Bauliche Anlage | weitere Fotos \| Fotos hochladen |
| 280 Wikidata   | Sylter Straße 7 (54° 45′ 29″ N, 9° 24′ 7″ O)           | Heilands-Kapelle               | Alteintragung (Aktualisierung vorgesehen) - Begründung: geschichtlich, künstlerisch, städtebaulich - Schutzumfang: gesamtes Objekt - Denkmaltyp: Bauliche Anlage | weitere Fotos \| Fotos hochladen |